# شون بروسنان
شون بروسنان (بالإنجليزية: Sean Brosnan)‏ هو فنان الشارع وممثل بريطاني وأمريكي، ولد في 13 سبتمبر 1983 في لوس أنجلوس في الولايات المتحدة.

## أعمال

### أفلام
- (2018) أعمال العنف

## وصلات خارجية
- الموقع الرسمي
- شون بروسنان على موقع IMDb (الإنجليزية)
- شون بروسنان على موقع قاعدة بيانات الفيلم (الإنجليزية)